# Chorisoneura cassiphila
Chorisoneura cassiphila är en kackerlacksart som först beskrevs av Alphonse Trémeau de Rochebrune 1883.  Chorisoneura cassiphila ingår i släktet Chorisoneura och familjen småkackerlackor. Inga underarter finns listade i Catalogue of Life.